# Störung (Archäologie)
Als Störung wird in der Archäologie die nachträgliche Veränderung von Bodendenkmalen bezeichnet.
Störungen bei speziell Grabanlagen können unterschiedliche Hintergründe haben:
- Ab der Jungsteinzeit treten in Grabanlagen wie Megalithanlagen und Hügelgräbern häufig Nachbestattungen auf. Diese werden in „berechtigte“ (von der gleichen Kultur durchgeführte) und „unberechtigte“ (von Fremden durchgeführte) Nachbestattungen unterschieden. Unberechtigte Nachbestattungen haben häufig destruktiven Charakter.

- Unbeabsichtigte Störungen, die meist durch Zufall geschehen.

- Exhumierungen. Auch hier gibt es die Unterscheidung in „berechtigte“ Exhumierungen für wissenschaftliche oder gerichtsmedizinische Untersuchungen und „unberechtigte“ Exhumierungen aus Neugierde oder zur Gewinnung von Reliquien.

- Kriminelle Störungen von Gräbern, wie Grabschädigungen/Grabfrevel mit Beschädigung oder Zerstörung der Grabstätte, Grabraub mit dem Diebstahl wertvoller Grabbeigaben oder Ausstattungselemente und Grabentleerung aus rituellen oder wirtschaftlichen Motiven.

Grabmanipulationen können sich entsprechend allein auf die Grabausstattung beschränken oder Manipulationen der Toten einschließen. 
Neben den genannten anthropogenen Eingriffen in bestehende Grabanlagen gibt es auch nichtanthropogene Störungen, die z. B. durch Bodentiere verursacht werden können. 
Bewusst ausgeführte Störungen von Grabanlagen werden auch als Grabmanipulationen bezeichnet.